# Torfmoorsee
Der Torfmoorsee ist ein etwa 24 Hektar großer Baggersee auf dem Gebiet der nordrhein-westfälischen Stadt Hörstel im Tecklenburger Land. Er liegt inmitten des 57 Hektar großen Naherholungsgebietes Torfmoor.

## Geschichte
Der See entstand zwischen Ende der 1970er- und Anfang der 1980er-Jahre und verdankt seine Entstehung dem Bau des Abschnitts der Autobahn A30 zwischen Rheine und Ibbenbüren. Der ausgebaggerte Sand wurde für den Bau der Autobahn verwendet und es entstand ein 800 m langer und 600 m breiter See mit einer Tiefe von bis zu 20 m.
Im Jahr 1985 wurde im Zuge des weiteren Ausbaus des Naherholungsgebietes eine etwa ein Hektar große Badebucht mit Sandstrand und einer Liegewiese errichtet. Mit Ausnahme einer Fischlaichzone ist das Baden auch im restlichen Teil des Sees erlaubt.

## Besonderheiten
In direkter Nachbarschaft wurde 1980 ein nicht zugängliches Feuchtbiotop angelegt sowie um den See herum eine Fläche von 70.000 Quadratmetern bewaldet. Den See selbst umgibt ein etwa 2,5 Kilometer langer Rundwanderweg, der mit einem Wald- sowie einem geologischen Lehrpfad gekoppelt ist. Letzterer zeigt 23 Gesteine, über deren Herkunft und Geschichte jeweils Informationstafeln Auskunft erteilen.
Der See ist die Heimat einer lokalen Segelgemeinschaft, die auf ihm regelmäßig überregionale Surf- und Segelmeisterschaften veranstaltet. Ein weiteres Sportereignis am Torfmoorsee ist seit 1985 ein jährlicher Triathlon.
Im Seebetriebsgebäude befinden sich ein kleiner Kiosk, öffentliche Toiletten und die Wachstationen der DLRG Hörstel sowie des DRK, die von April bis Oktober besetzt sind. Mehrere Wassersportvereine haben sich am See angesiedelt. Die Seglergemeinschaft Hörstel 1978 e. V. nutzt diesen See zum Segeln und Windsurfen.
Im Sommer dient der Torfmoorsee als Badesee für die Bevölkerung in der näheren Umgebung. Auch für Taucher ist er zugänglich.